# James McNeill Whistler
James Abbott McNeill Whistler (/ˈdʒeɪmz ˈæbət məkˈniːl ˈwɪslɚ/) (Lowell, Massachusetts, Estados Unidos, 11 de julio de 1834 - Londres, 17 de julio de 1903) fue un pintor estadounidense ligado a los movimientos simbolista e impresionista. Desarrolló la mayor parte de su carrera en Francia e Inglaterra. Se destacó principalmente como retratista y también como grabador.

## Biografía

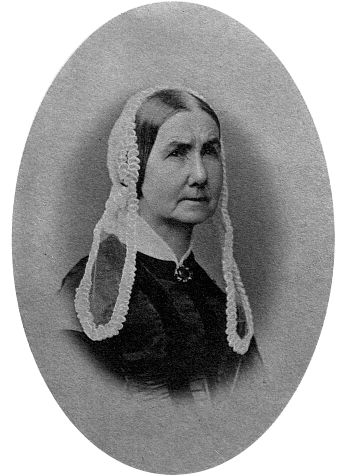
Anna Whistler, madre del pintor, hacia 1850

Nació el 11 de julio de 1834 en la ciudad de Lowell, en el Nordeste de los Estados Unidos. Era hijo de George Washington Whistler y de Anna Matilda McNeill.
En 1842 su padre acepta un trabajo como ingeniero en el ferrocarril de San Petersburgo, en el Imperio ruso, y se llevó consigo a su familia. El joven Whistler se matriculó en la Academia Imperial de las Artes. Allí aprendió francés.
Siendo niño todavía, se mudó a Londres en 1848, pero después de la muerte de su padre en 1849, Whistler y su madre volvieron a Pomfret, en Connecticut. Ingresó en la escuela local, y en 1851 se inscribió en la Academia Militar de West Point, donde su padre había enseñado dibujo y cartografía. Fracasa en el examen de química; como él mismo lo expresó más tarde: "Si el silicio fuera un gas, yo hubiera sido alguna vez general". Volvió con su familia en 1854.
En 1855, habiendo heredado una pequeña suma de dinero, pudo estudiar pintura en París. En 1856, se matriculó en el estudio de Charles Gleyre, entonces el más famoso taller después del de Thomas Couture. Otros estudiantes que se preparaban para el examen de ingreso a la Escuela de Bellas Artes eran nada menos que Monet, Renoir, Sisley o Bazille.
De buena gana más "dandi" que "bohemio", es el tema de muchas caricaturas. George du Maurier lo retrata en la novela Trilby (de 1894) bajo la apariencia de un personaje del relato llamado Joe Sibley. Whistler le demanda por este motivo, y gana el juicio. En esta época se hizo amigo de Alphonse Legros y Henri Fantin-Latour. Deciden desarrollar una carrera en común, y fundan la "Sociedad de Tres".

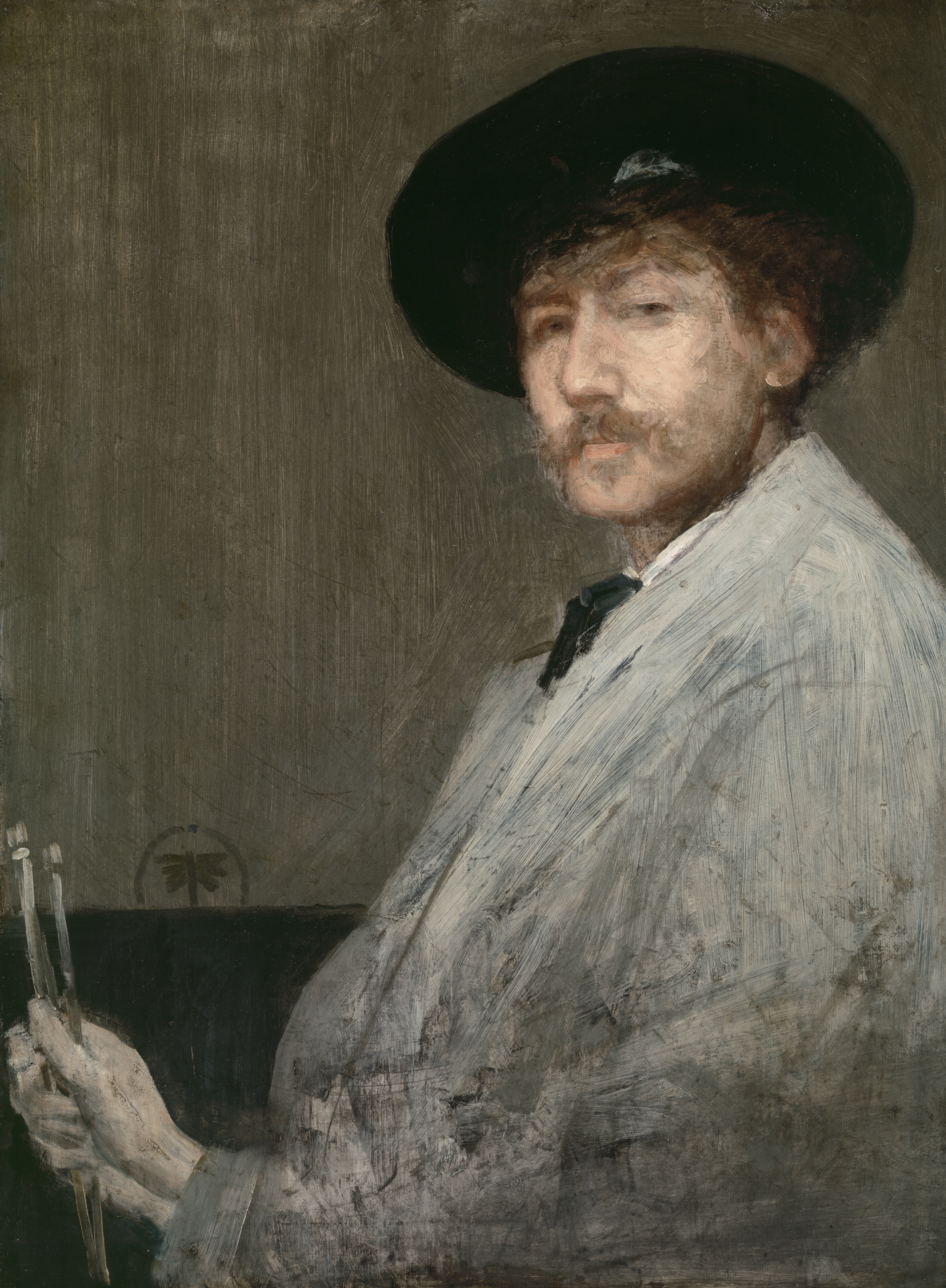
Autorretrato (1872).

En 1859, llegó de nuevo a Londres, donde pasó una larga parte de su vida. Se presenta como un aristócrata arruinado del sur, aunque nunca demostró su simpatía por los sureños durante la Guerra de Secesión.
Descubriendo a Velázquez y a la pintura española introducida en el Museo del Louvre por Luis Felipe I, se trasladó a Madrid para admirar la obra del maestro, pero el viaje se interrumpe en Guetaria. Sin embargo, la influencia de Velázquez es patente en muchos de sus retratos como Arreglo en negro (1884), su Autorretrato en marrón y oro (1896), o Arreglo en negro y oro, el conde Robert de Montesquiou (1891-1892, Frick Collection, Nueva York).
Whistler también está interesado en la pintura del Extremo Oriente y colecciona porcelanas, telas orientales, o como Dante Gabriel Rossetti, los grabados en madera usados para imprimir tejidos.
En 1863, Napoleón III hizo abrir el Salon des Refusés en una esquina del Palacio de la Industria. Dos obras causan sensación: El Desayuno sobre la hierba de Manet y La dama de blanco de Whistler, cuadro rechazado el año anterior por la Real Academia de Londres.
Es uno de los personajes del cuadro Homenaje a Delacroix, que Henri Fantin-Latour pintó en 1864. En 1866, participa en un negocio de tráfico de armas durante la guerra entre España y Chile.
En 1870, Whistler pintó retratos de cuerpo entero del armador británico Frederick Richards Leyland y de su esposa. El propio Leyland le encargó posteriormente la decoración del comedor de su mansión: el resultado es La Habitación del Pavo Real (Galería Freer de Washington).
La habitación se ha diseñado y pintado en una rica paleta de color verde brillante y azul, decorado con pan de oro. Es considerado como un ejemplo del estilo anglo-japonés. La pintura fue inspirada por la porcelana azul y blanca copiada del catálogo de Henry Thompson y las porcelanas que Leyland había reunido.

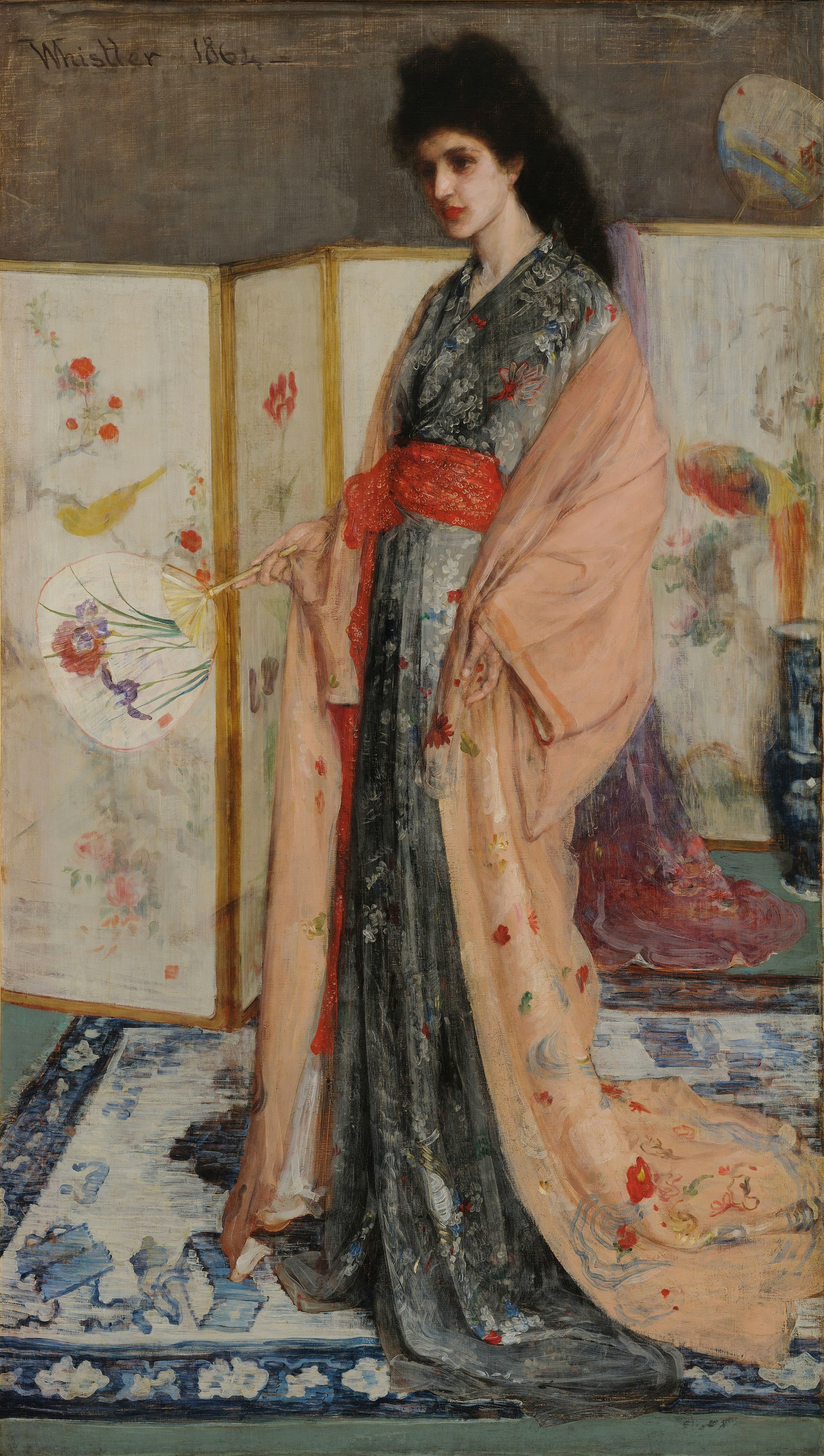
La Princesa de la Tierra de Porcelana, en La Habitación del Pavo Real, Galería Freer de Washington

Una vez terminada la obra, el artista y el patrocinador discuten tan ferozmente por los emolumentos del trabajo, que su relación termina. Sin embargo, Whistler se las arregló para entrar de nuevo en la habitación, y pintó dos pavos reales que luchan. Esta escena se supone que representa al artista y a su patrocinador: uno sostiene un pincel y el otro una bolsa de dinero... Toda la obra será más tarde comprada por el industrial y esteta Charles Lang Freer, quien reunirá una colección de obras de Whistler en su mansión en Detroit. Las cartas entre Charles Lang Freer y Whistler publicadas revelan el interés de este último por reunir su obra en los Estados Unidos.
En 1888, Whistler se casó con Beatriz, la viuda de E.W. Godwin. Los cinco años de su matrimonio son muy felices, hasta que Beatriz muere víctima de un cáncer, quedando el pintor muy afectado. Con ella no tuvo descendencia, pero sí tuvo antes varios hijos ilegítimos con algunas de sus amantes, siendo el más conocido Charles Hanson.
Whistler murió el 17 de julio de 1903. Está enterrado en la Iglesia de Saint Nicholas, en el barrio londinense de Chiswick.

## Personalidad

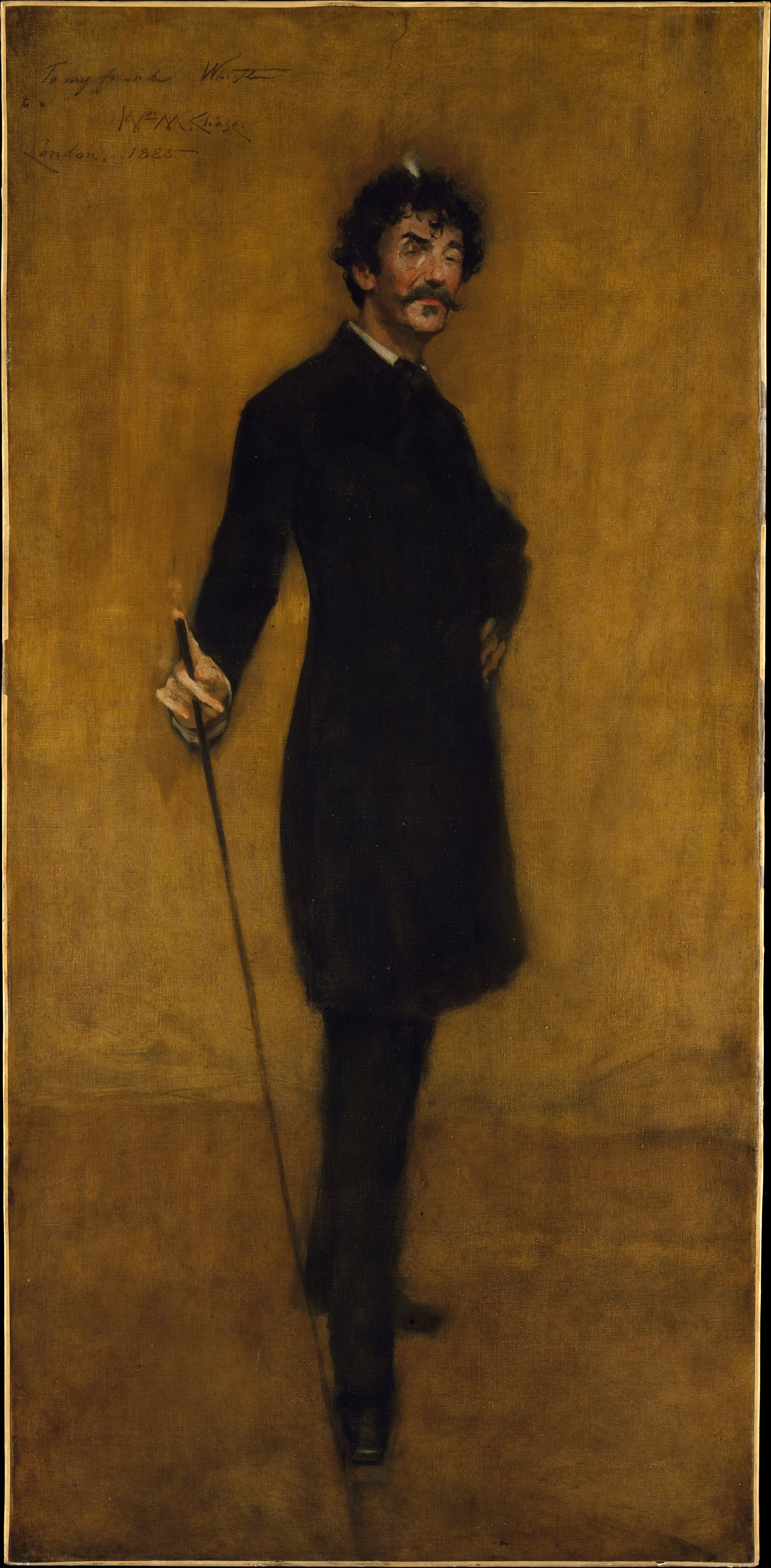
Whistler por William Merritt Chase, 1885

Whistler era conocido por su agudo ingenio, sobre todo en los intercambios con su amigo Oscar Wilde. Ambos eran figuras de la sociedad parisina a finales del siglo XIX. Se dice que el joven Oscar Wilde, invitado por Whistler a una cena, fue objeto de un comentario incisivo de su anfitrión, a lo que Wilde habría respondido: "Me gustaría haberlo dicho yo". Whistler respondió: "¡Lo harás, Oscar, lo harás!". Wilde repitió en público muchas frases ingeniosas prestadas de Whistler. Cuando se hizo público en 1895 que Oscar Wilde era homosexual, Whistler se burló de él.
Su amistad se rompió hacia 1889, aunque nunca había sido profunda, pues se basaba sólo en su interés común por el arte, la aversión-atracción a las convenciones burguesas y la común inclinación hacia un carácter incisivo e ingenioso. Como Whistler era 20 años mayor que Wilde, al principio se habían tratado como maestro y discípulo. Cuando Wilde se atrevió a realizar una crítica negativa sobre unas conferencias de Whistler, este le atacó con sarcasmo.
En 1878, Whistler demanda ante la justicia por difamación al crítico John Ruskin por sus comentarios despectivos hacia su pintura Nocturno en negro y oro: el cohete cayendo (1874). En el juicio, el abogado de Ruskin preguntó a Whistler: "¿Cúanto tiempo le llevó pintar Nocturno en negro y oro?". -"La mitad de un día"-, dijo Whistler. "Por lo tanto", continuó el abogado, "¿Pretende cobrar doscientas guineas por medio día de trabajo?" "¡No, sino por la experiencia del curso de toda una vida!" respondió el pintor. Whistler recibió una compensación simbólica, pero el juicio le había costado mil libras más gastos.
Esta suma, y las enormes deudas contraídas para construir su residencia, "la Casa Blanca", en la calle de Tite de Chelsea, le llevaron a la quiebra. Por entonces, un periódico holandés anunció su muerte por un ataque al corazón; Whistle escribió al diario, comentando que la lectura de su propio obituario le había provocado "un suave resplandor de salud".

## Reconocimientos y honores

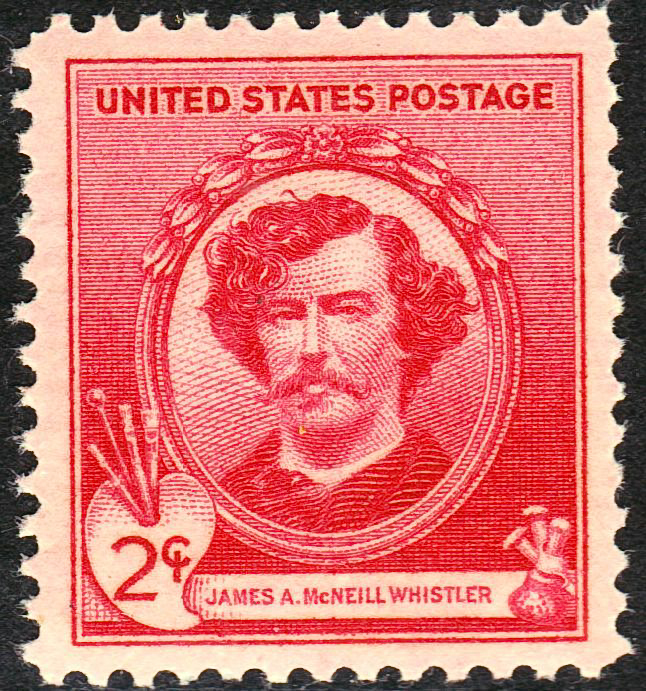
James Abbott McNeill Whistler
Homenaje en un sello de EE. UU. de 1940

Whistler fue reconocido a nivel mundial en vida:
- En 1884 fue elegido miembro honorario de la Real Academia de Bellas Artes de Múnich.
- En 1892, fue nombrado Oficial de la Legión de Honor en Francia.
- Miembro fundador y primer presidente de la Sociedad Internacional de Escultores, Pintores y Grabadores en 1898.[7]
- A menudo se supone que es el modelo de uno de los personajes importantes de En busca del tiempo perdido de Marcel Proust: el pintor Elstir.[8]

## Influencia posterior

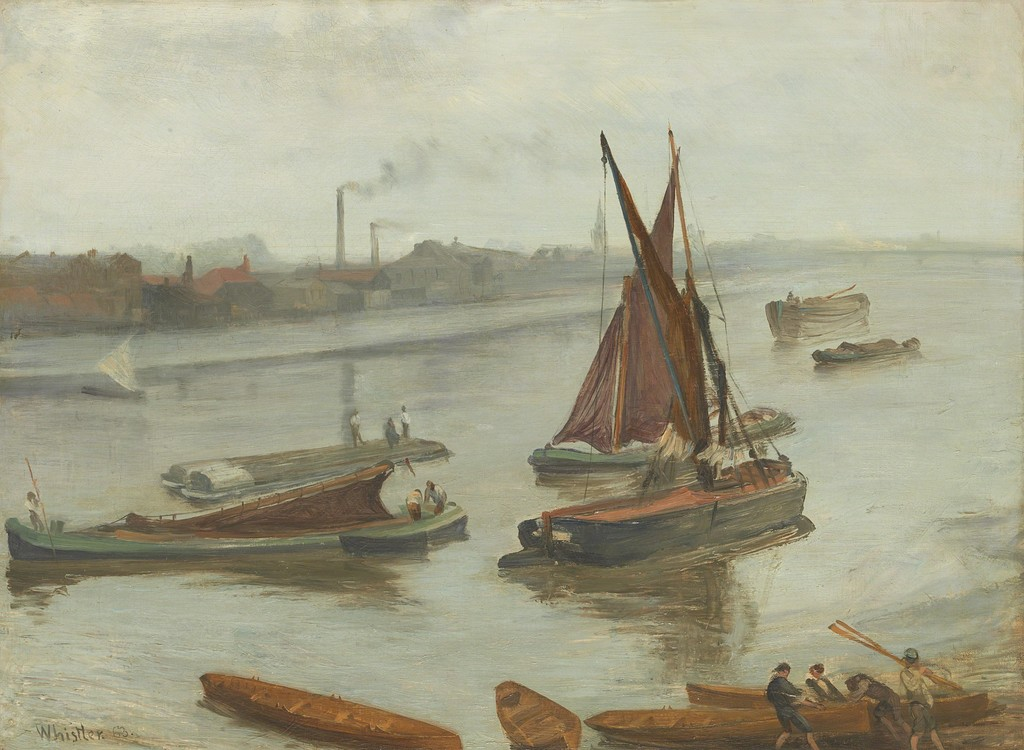
Gris y Plata - La Playa de Battersea, 1863, Instituto de Arte de Chicago, Chicago

Después del juicio contra Ruskin, todo lo que Whistler menciona o escribe en su trabajo, y sobre todo lo que dice, tiene por objetivo declarado el disociarse de la escuela inglesa de pintura, y cesa toda relación con los académicos y artistas británicos que conoció en la década de 1860.
A pesar de sus intentos de demostrar que no pertenecía a ninguna escuela, es sin duda uno de los pintores victorianos que más revitalizaron la pintura británica.
La influencia dejada por Whistler es muy importante y es objeto de exposiciones en museos y publicaciones. Un viaje a Venecia en 1880 para realizar una serie de grabados, no sólo rescató sus finanzas, sino que también estimuló una nueva mirada de los artistas y fotógrafos que acudieron a la ciudad.
Whistler estaba convencido de que el arte debe concentrarse en la armonía de colores, lo que le valió muchas críticas. Se le ve entonces como un precursor del arte abstracto. Le gusta la armonía de la forma y el color, y quiere crear un arte basado en las leyes específicas de la composición, en la que domina el dibujo. Lo expresó claramente: "El arte es la ciencia de la belleza".
Considerado el creador del impresionismo inglés, concibe la pintura como experiencia estética pura, más allá de los valores de la representación y los enfoques culturales de los simbolistas de los años 1880-1890. Sus contemporáneos compararon su noche y sus sinfonías pictóricas con las variaciones sutiles de la música de Wagner.
La casa en la que nació es el Museo Whistler en la actualidad.

## Obra
- Muchas de sus obras fueron controvertidas y fue una figura clave en el movimiento esteticista. Ilustró Les Chauves-Souris con Antonio de La Gándara, uno de sus muchos amigos, entre los que destacaban impresionistas como Édouard Manet.

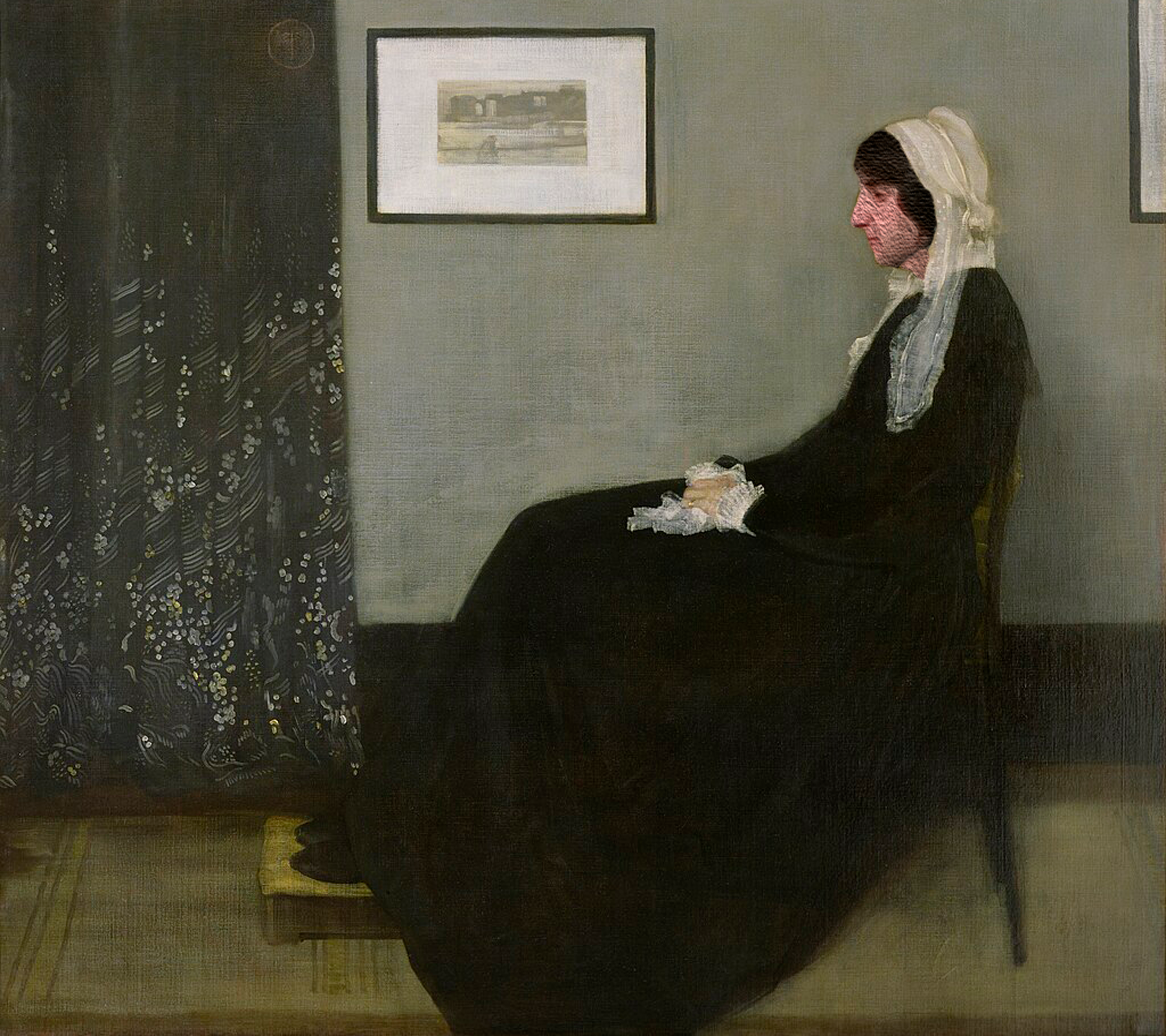
Arreglo en gris y negro n°1 (1871), popularmente conocido como La madre de Whistler, en el Museo de Orsay de París

- Arreglo en gris y negro N° 1[9] (1871) es un retrato que Whistler hizo de su madre. En una composición desnuda, también conocido como La Madre de Whistler. Esta pintura fue comprada por el gobierno francés en 1891[2] y ahora se exhibe en el Museo de Orsay en París.

- Sinfonía en blanco, n.º 1: La dama blanca (1862) plantea la controversia durante su exposición en Londres y, más tarde, en el Salón de los Rechazados de París. Algunos querían ver a Whistler como el médium o el espíritu de otros, agrupados en la Hermandad prerrafaelista de Dante Gabriel Rossetti, con quien tenía relaciones de amistad. Sin embargo, para el pintor esta tabla resume su teoría de que el arte debe estar preocupado esencialmente por la armonía del color, no por la representación real del mundo. Whistler finalmente adopta el título Sinfonía en blanco, más cerca de su enfoque. La modelo que posó para este cuadro, Joanna Hiffernan, también posó para Gustave Courbet, y fue amante de ambos. Este último pintó su retrato en el invierno de 1861-62 en un estudio del n.º 18 del bulevar Pigalle en París. Los historiadores suponen que la pintura erótica de Courbet El origen del mundo (1866) puso fin a su amistad.

- Variaciones en violeta y verde (1871), Museo de Orsay, París: Whistler transpone la técnica de los grabados japoneses para representar el río Támesis y prefigura el impresionismo.

- Estampas: grabador muy dotado, Whistler producen muchas litografías y grabados a la punta seca. Sus litografías, algunas dibujadas en papel y luego litografiadas, otras dibujadas directamente sobre la piedra, son casi tan numerosas como sus grabados. Algunas de sus litografías son retratos, dos o tres están dedicadas al río Támesis, mientras que otras representan el Faubourg Saint-Germain en París, y las iglesias georgianas en el Soho y Bloomsbury en Londres. Los grabados son retratos de la familia de sus amantes y escenas de la calle en Londres y Venecia.

## Cine
- (Edwige Kertes, Whistler, 26 min, RMN, 1995).
- En 1997, Bean, una película donde el director Mel Smith tiene por tema principal la famosa pintura Arreglo en gris y Negro (o La Madre de Whistler).

## Galería

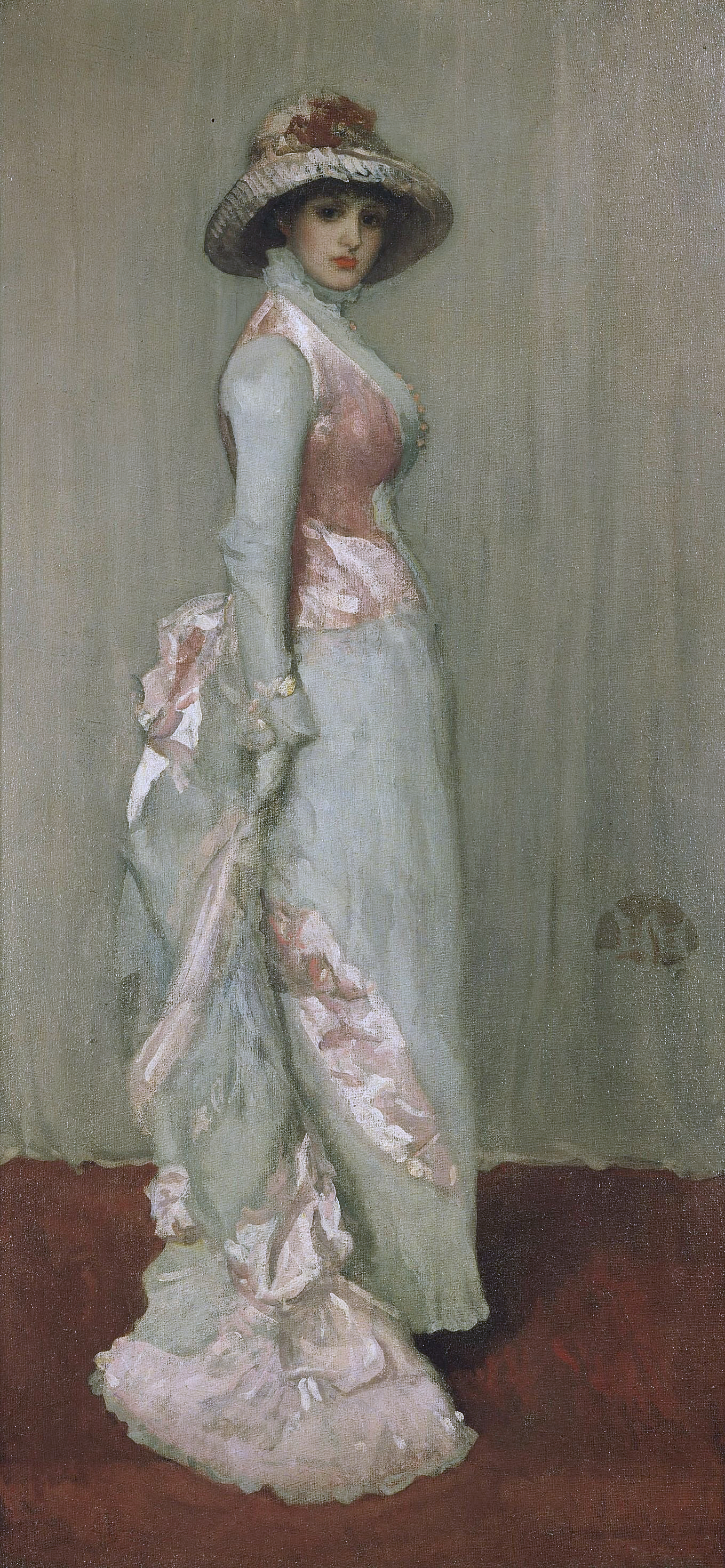
Retrato de Lady Meux,1881-1882, Colección Frick, Nueva York
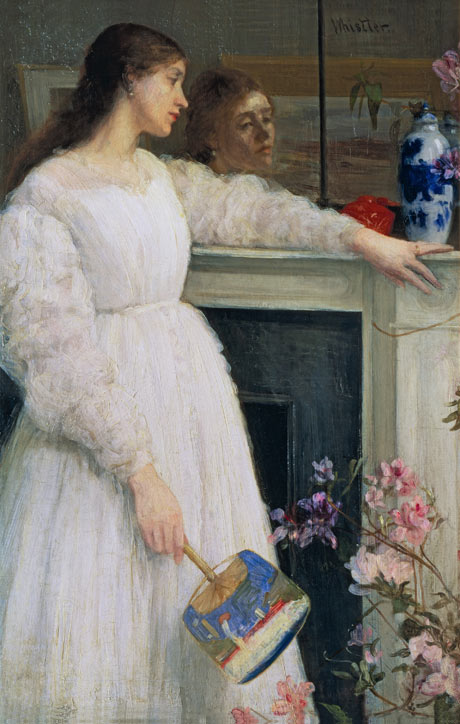
Sinfonía en blanco n° 2 (La chica en blanco)
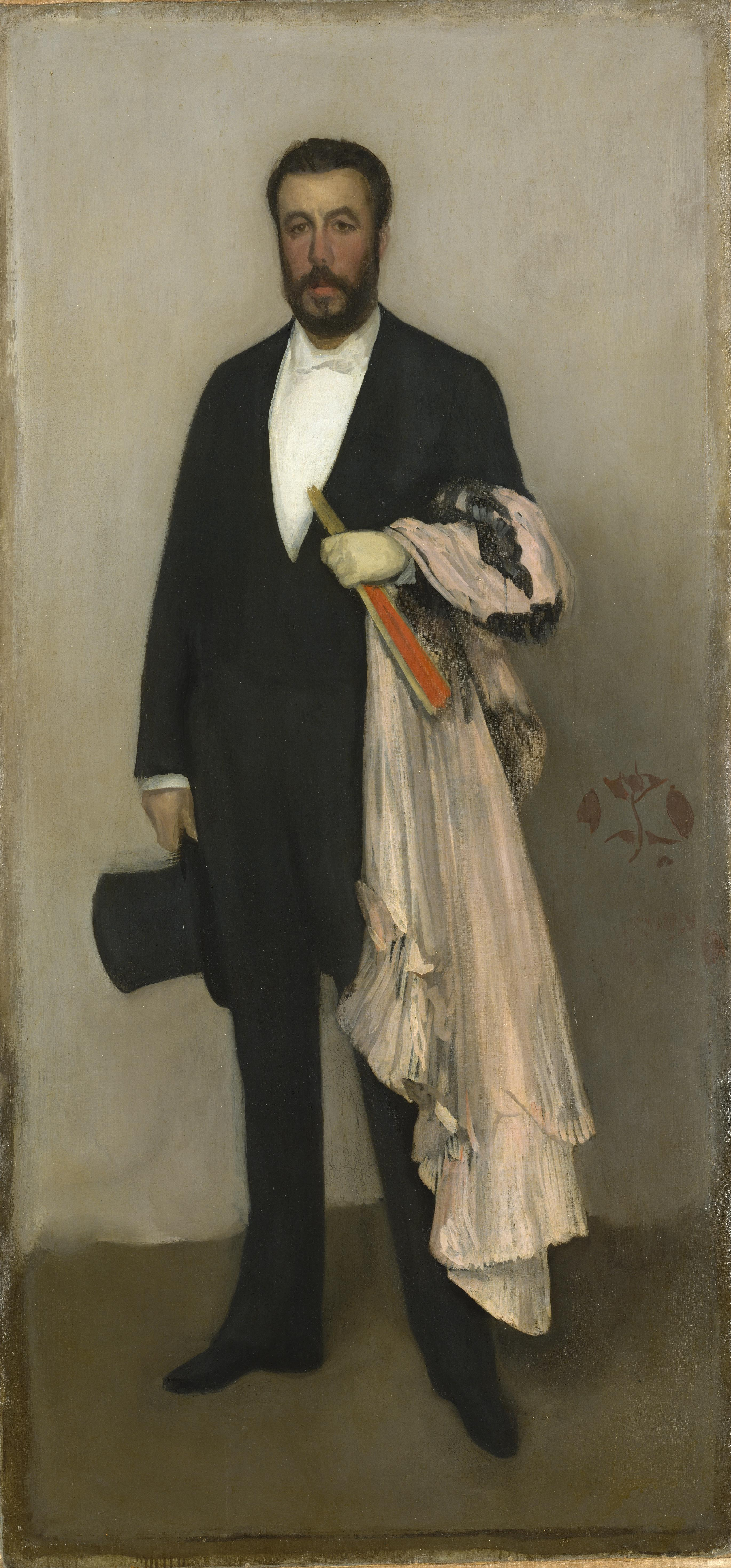
Retrato de Théodore Duret, 1883, Metropolitan Museum of Art, Nueva York
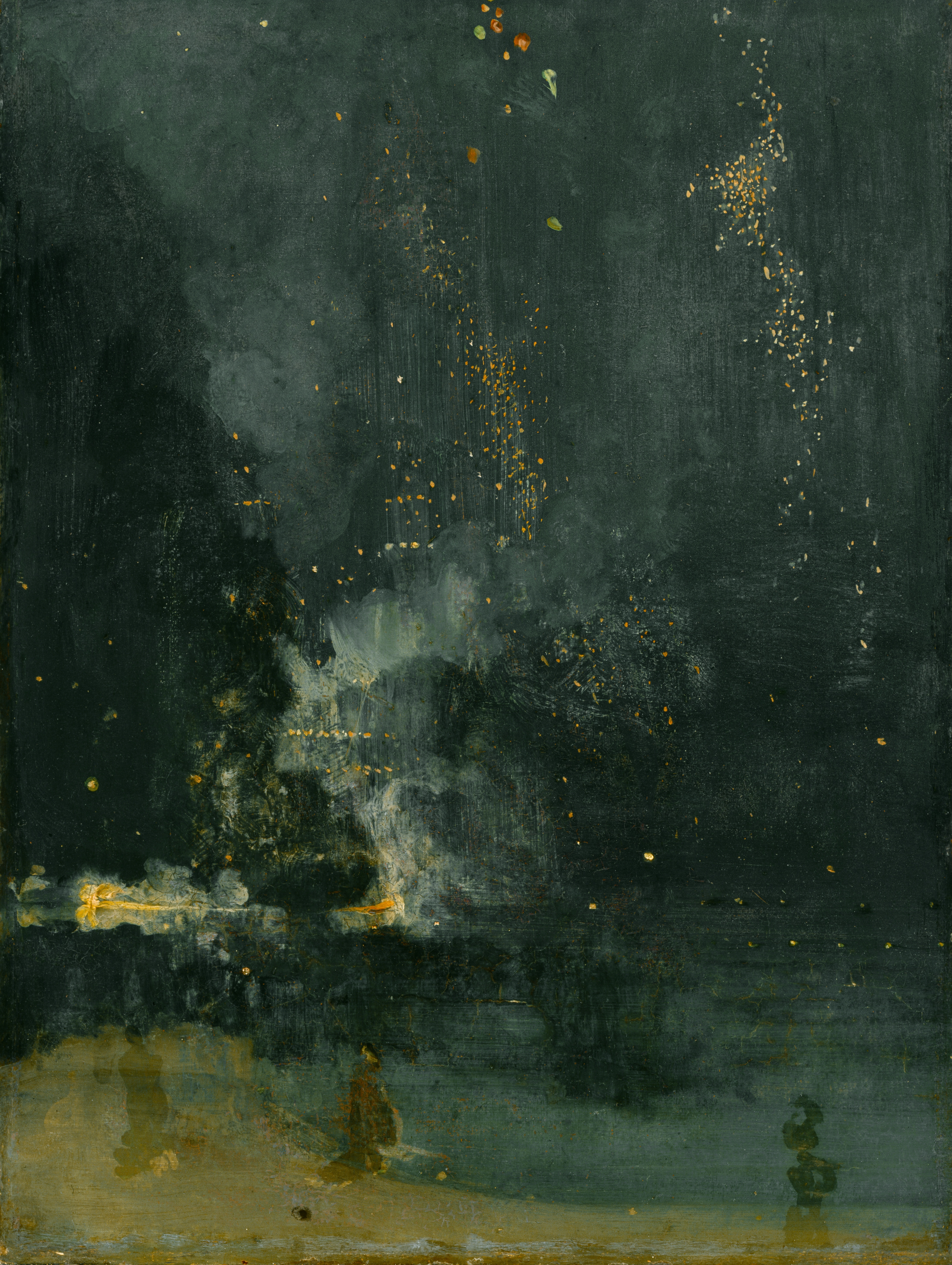
Nocturno en negro y oro: el cohete cayendo (1874), Detroit Institute of Arts
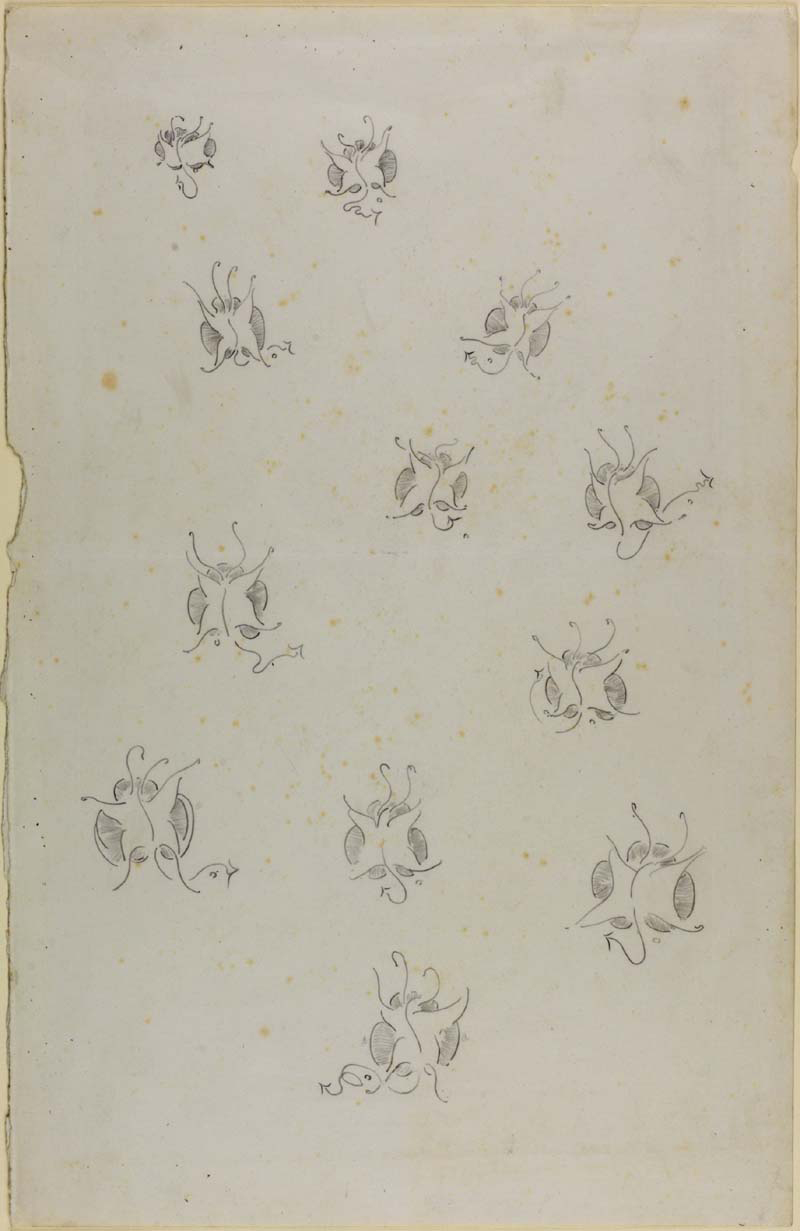
Mariposas para ilustrar El sutil arte de hacer enemigos (c. 1890)
Whistler en su estudio 1865, autorretrato
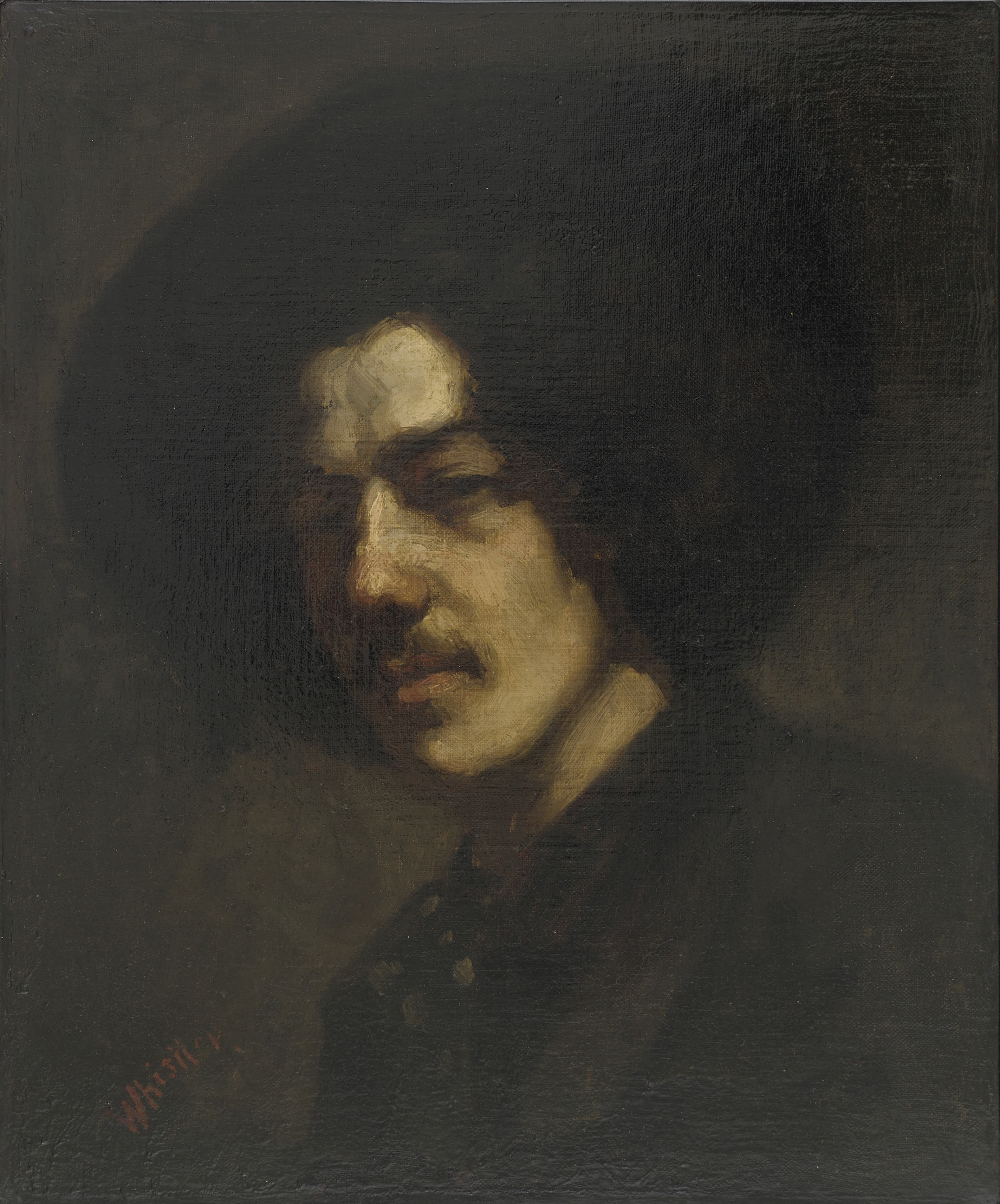
Autorretrato con sombrero, 1858, Galería Freer, Washington
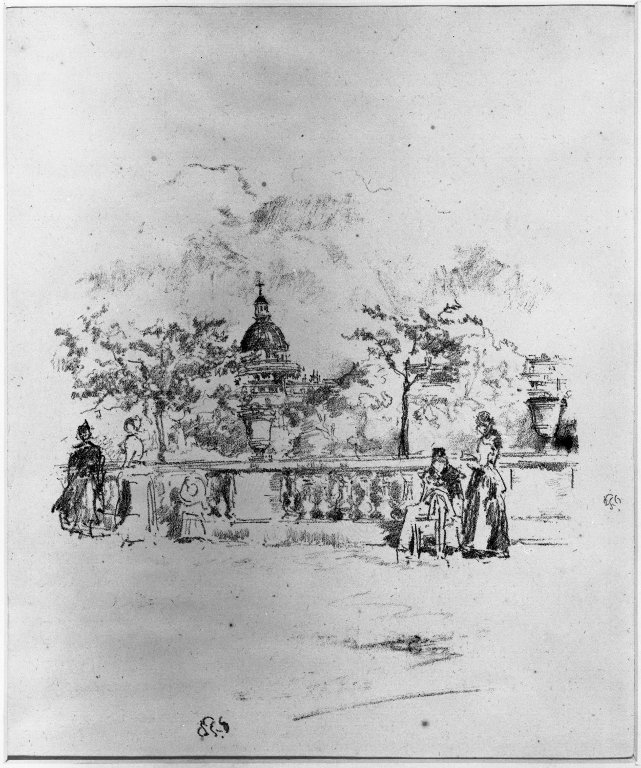
Vista de una terraza de Luxemburgo, hacia 1893, litografía, Museo de Brooklyn, Brooklyn
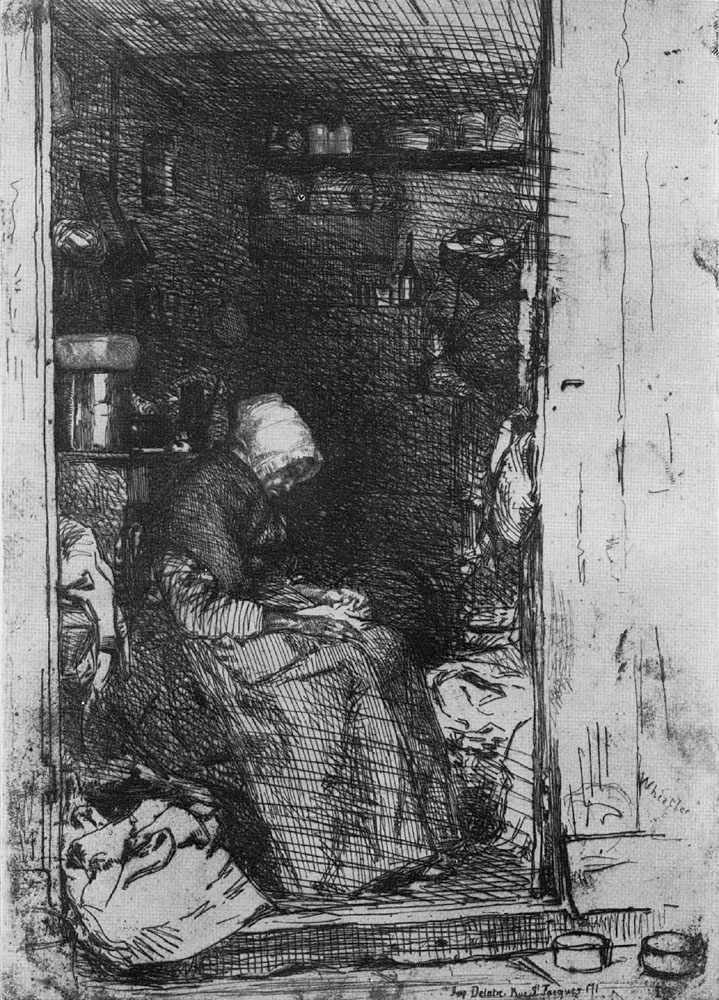
La trapera (1858)
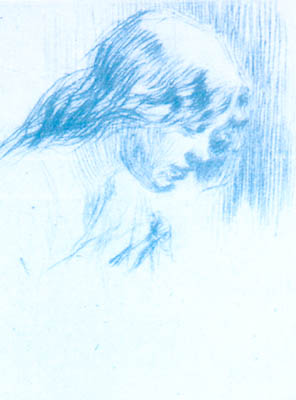
Grabado de Whistler (Modelo: Joanna Hiffernan (hacia 1860)

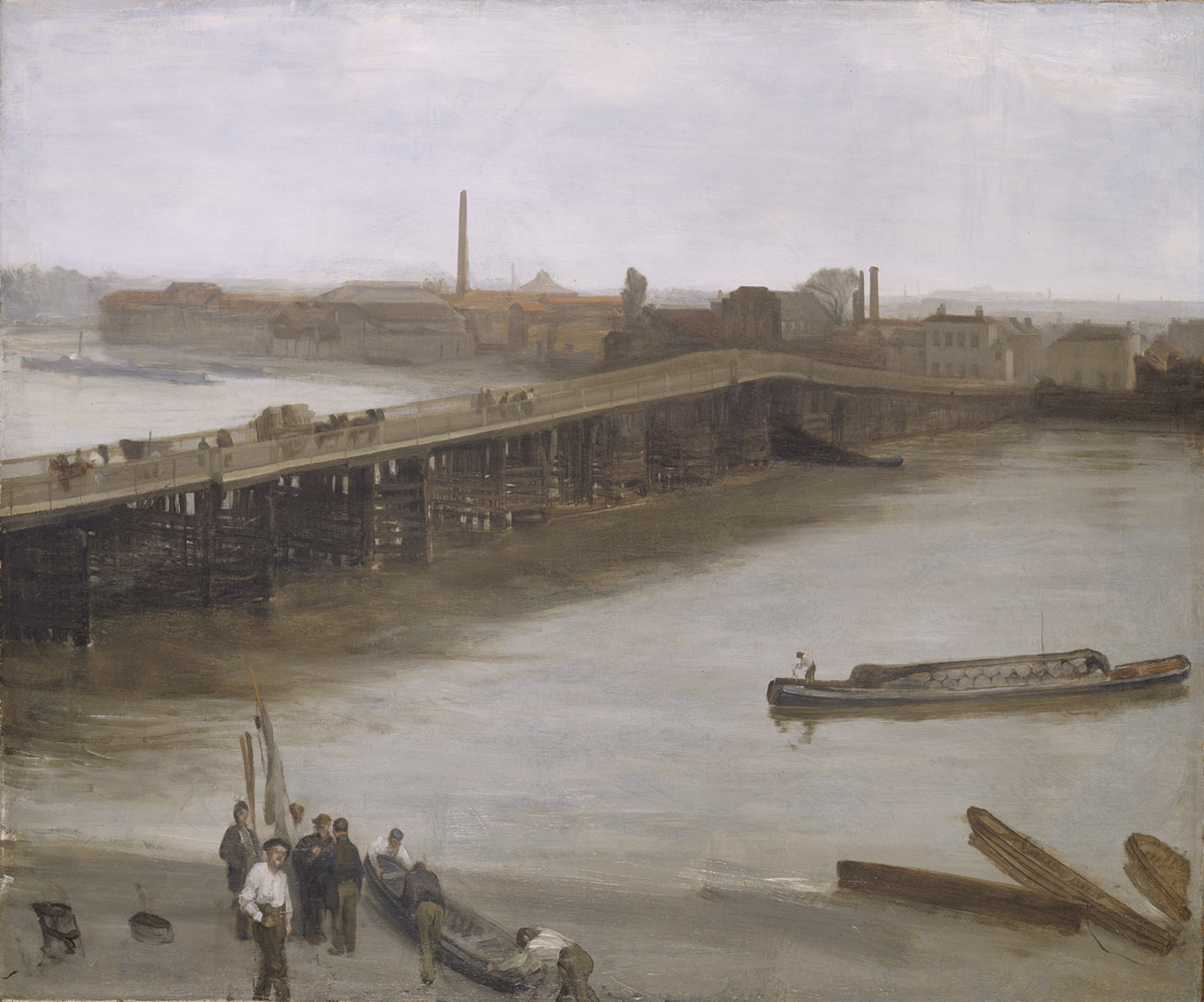
Marrón y plata, puente Old Battersea (1859)
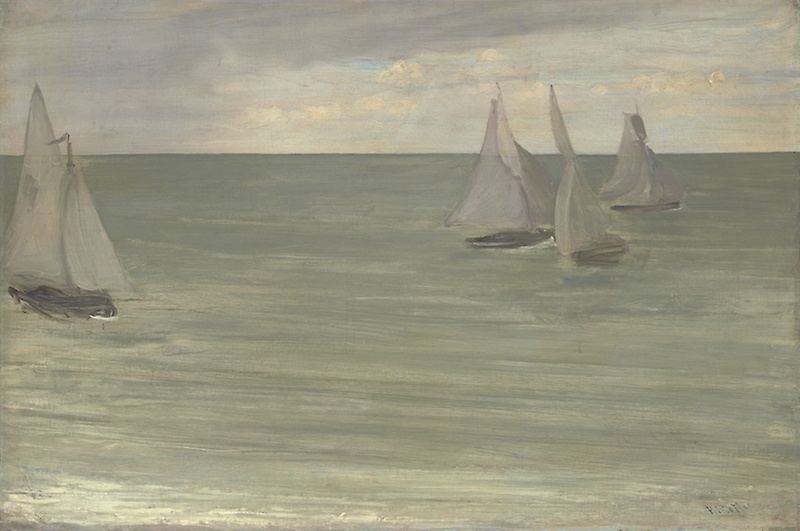
Mar y lluvia (1865),  Museo de Arte de la Universidad de Míchigan, (Ann Arbor)
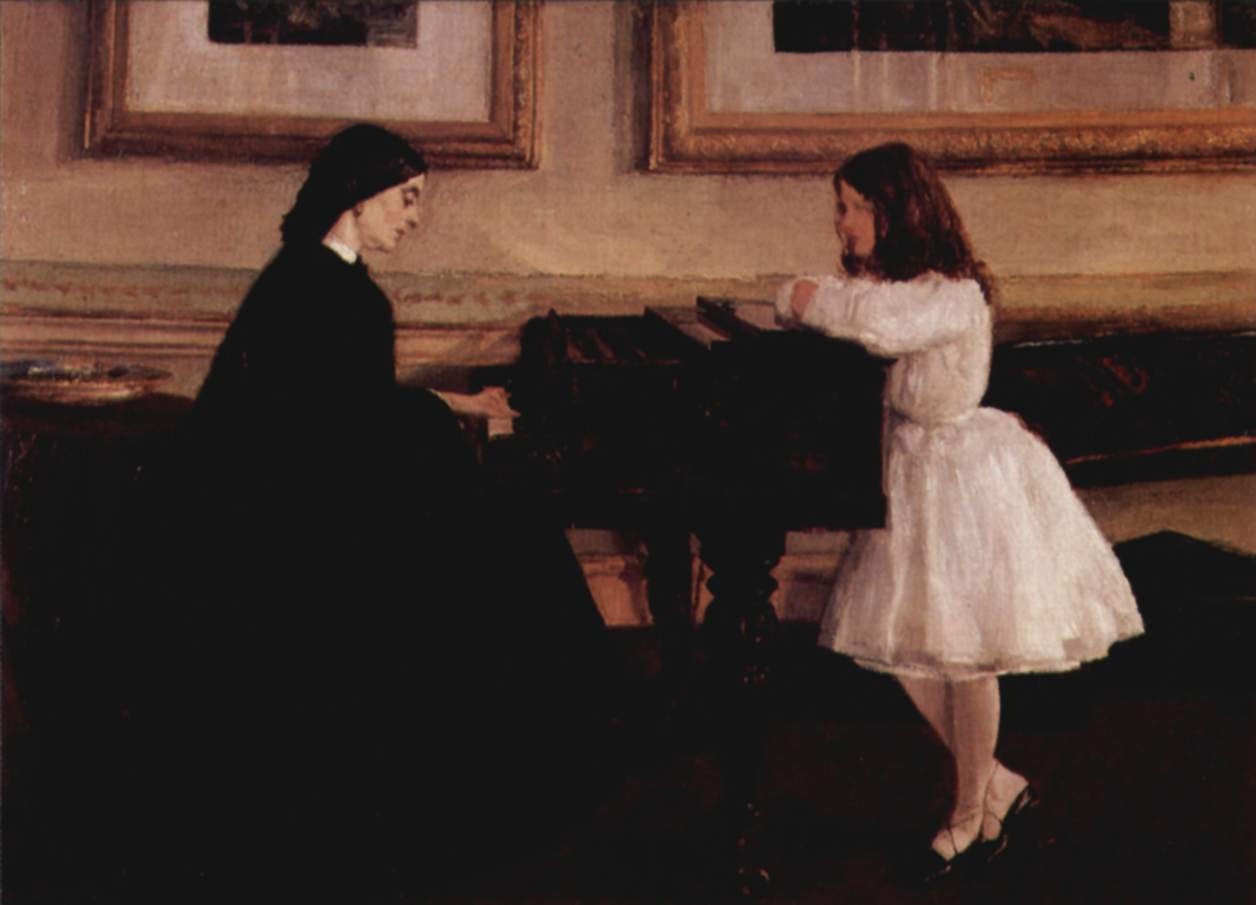
Al piano, 1858-1859, Museo Taft, Cincinnati (Ohio)
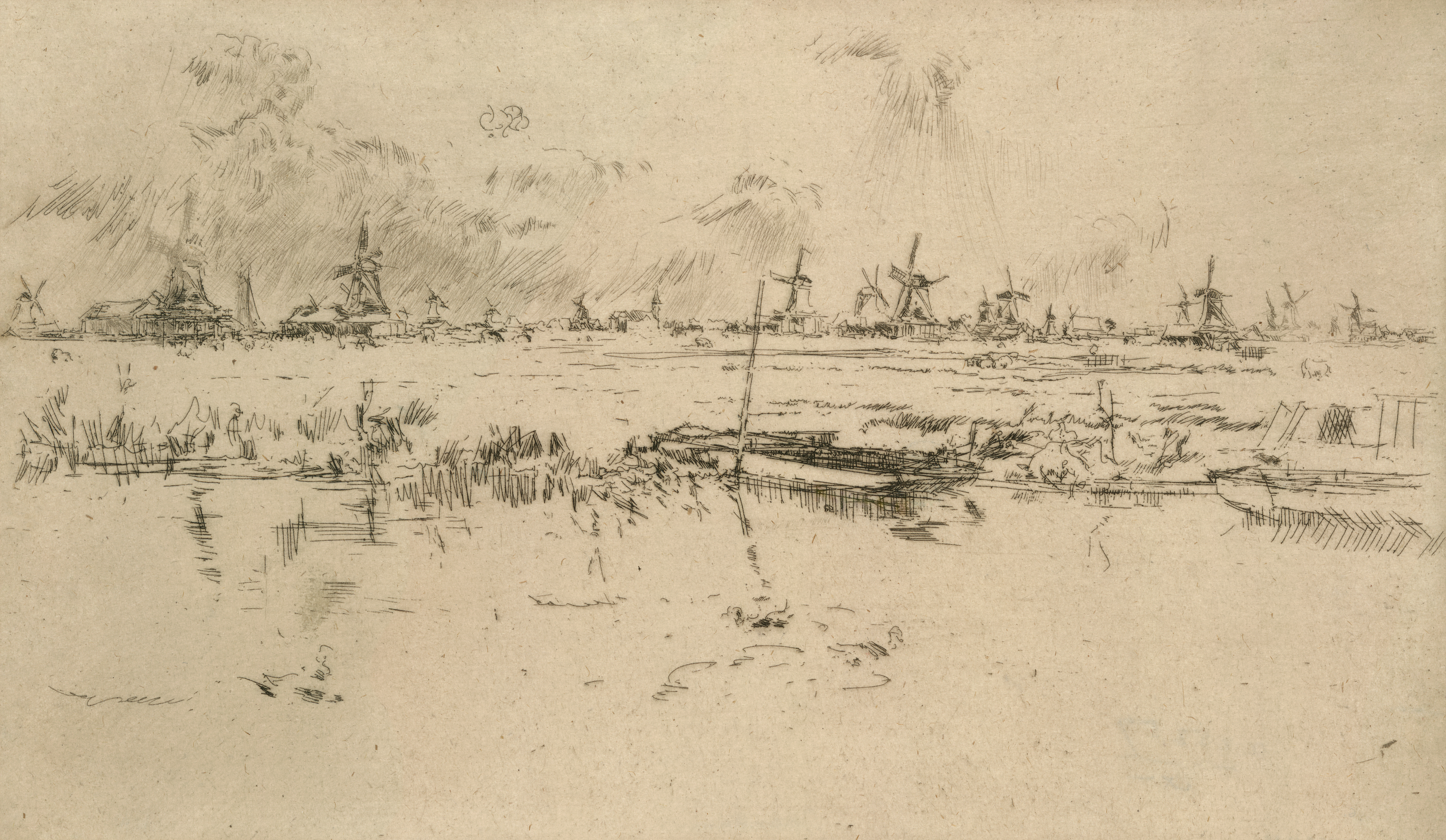
Zaandam, Países Bajos, hacia 1889 - grabado por James McNeill Whistler
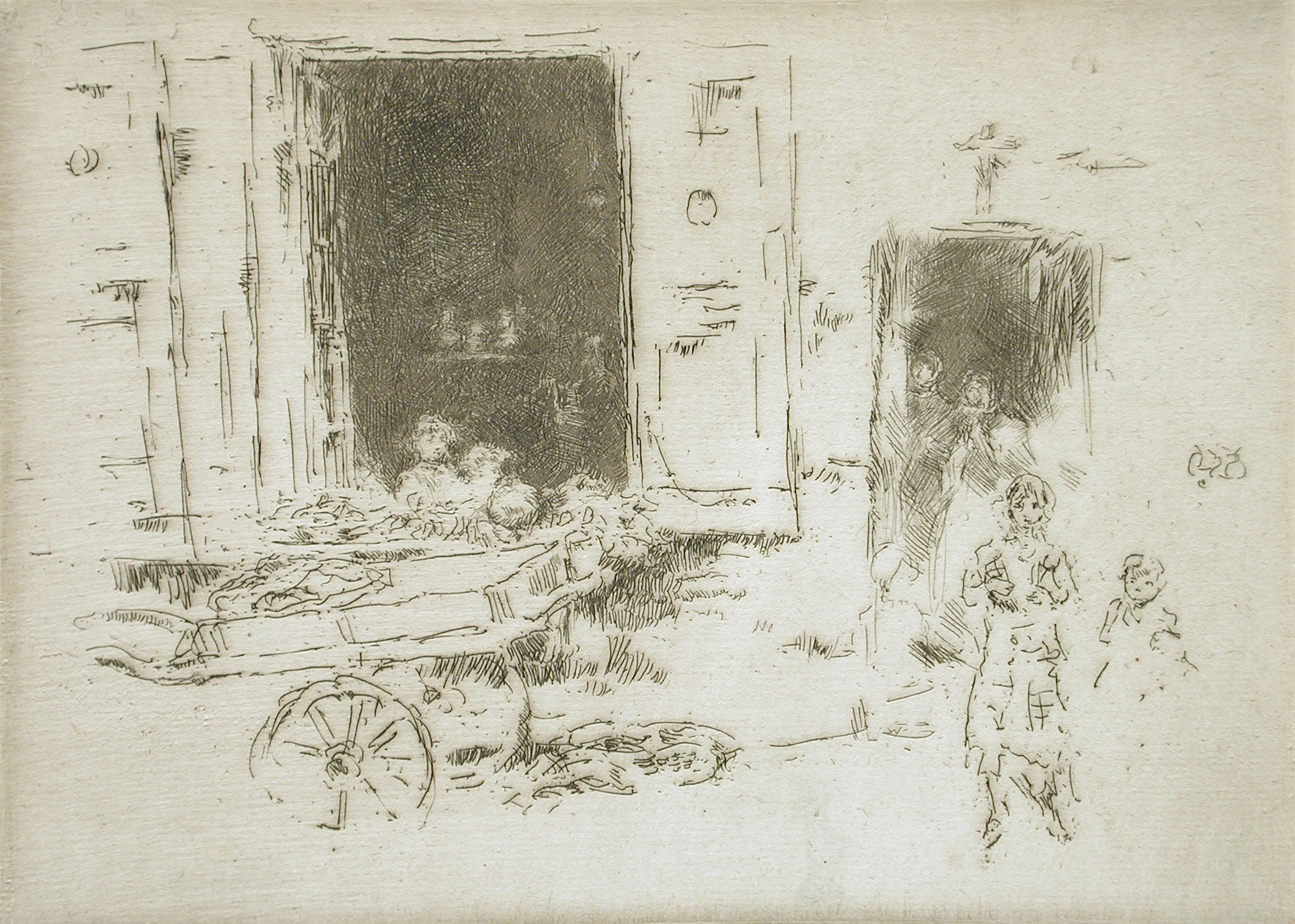
La carreta, Bruselas, 1887, grabado y punta seca